# Махир Зеин
Махир Зеин (Maher Zain арап. ماهر زين; рођен 16. јула 1981. године у Триполију, Либан), шведски муслимански R&B певач, текстописац и музички продуцент либанског порекла. Објавио је свој деби-албум Thank You Allah (хвала ти Боже), интернационално успешан албум са јаким исламским верским утицајем, 2009. године. Свој други албум Forgive Me (Опрости ми), објавио је 2. априла 2012. године.

## Каријера

### Почетак
Породица Махира Зеина је емигрирала у Шведску када је он имао 8 година. Тамо је завршио школу и стекао звање астронаутичког инжењера. Након факултета, ушао је у шведску музичку индустрију и спојио се са RedOne, шведским продуцентом мароканског порекла 2005. године. Када се RedOne преселио у Њујорк 2006. године, Махир Зеин је кренуо његовим стопама, да би наставио своју музичку каријеру у САД, радећи као продуцент за уметнике као што је Kat DeLuna.
На повратку у Шведску, поново је спознао буђење вере у себи и одлучио да одустане од каријере музичког продуцента, и постане певач-текстописац R&B музике са јаким исламским верским утицајима.

### Успешан напредак
У јануару 2009. године, Махир Зеин започиње са радом на албуму у сарадњи са издавачком кућом Awakening Records. Његов албум првенац Thank You Allah, који садржи 13 песама и две бонус нумере, објављен је 1. новембра 2009. године, са верзијама које укључују перкусије и неким француским прерадама песама издатим недуго затим.
Махир Зеин и Awakening Records су успешно искористили нове друштвене мреже, попут Фејсбука, YouTube и iTunes да би промовисали песме са албума. 
Почетком 2010. године, његова музика прикупила је велики број љубитеља из земаља арапског говорног подручја, као и исламских држава и младих муслимана са запада. До краја 2010. године, постао је најпретраживанија позната личност на Гуглу у Малезији за ту годину. Малезија и Индонезија су земље у којима је доживео највећи комерцијални успех. Албум Thank You Allah је добио вишеструку платинасту награду од стране Warner Music Malaysia и Sony Music Indonesia. It became the highest selling album of 2010 in Malaysia.
Махир Зеин углавном пева на енглеском језику, али је објавио неке од својих најпопуларнијих песама и на другим језицима. На пример, песма "Insha Allah", сада је доступна на енглеском, француском, арапском, турском, малезијском, као и индонежанском језику. Друга песма, “Allahi Allah Kiya Karo” („Непрестано говорити име Божије“), испевана је на урду језику и пева је канадски певач пакистанског порекла, Irfan Makki.

## Сарадња, гостовања и награде
Махир Зеин је веома активан у муслиманским добротворним догађајима, и организовао је велики број концерата у сарадњи са многим добротворним организацијама укључујући Islamic Relief, Human Appeal International и друге. 
У јануару 2010. године, Махир Зеин је, својом нумером 'Ya Nabi Salam Alayka', освојио награду за Најбољу религиозну песму на египатској радио-станици Nogoum FM, веома популарној станици мејнстрим музике широм Блиског истока, победивши друге изванредне певаче, попут Хусеина ал-Џисмија (Hussein Al-Jismi), Мухамеда Мунира (Mohammed Mounir) и Самија Јусуфа (Sami Yusuf).
У марту 2011. године, Зеин објављује песму Freedom (Слобода), коју су инспирисали догађаји и дела људи током Арапског пролећа. 
Махир Зеин је изабран за Муслиманску звезду 2011 године, на такмичењу које је организовао Onislam.net. У јулу 2011 године, нашао се на насловној страни британског муслиманског часописа Emel.
Појављује се у нумери Ирфана Мекија (Irfan Makki)„I Believe“ (Верујем) са његовог истоименог студијског деби-албума. Такође се појављује и у албуму Месута Куртиса (Mesut Kurtis), „Beloved“ (Вољени), у нумери под именом „Never Forget“ (Никада не заборави).
Махир Зеин се појавио и у индонежанској ТВ драми од 40 епизода, под именом Insya-Allah. Серија је емитована на малежанским сателитским ТБ-каналима Astro Oasis и Mustika HD, од 17. јула 2012. године.
Током 2013. године, учествовао је у пројекту Боје мира, састављајући песме засноване на раду Фетхулаха Гилена (Fethullah Gülen) на албуму под именом „Rise Up“, где је Зеин изводио нумеру „This Worldly Life“ (Овај земаљски живот).

## Дискографија

### Албуми
| Година | Album details                                                                         | Признања                                                                 |
| ------ | ------------------------------------------------------------------------------------- | ------------------------------------------------------------------------ |
| 2009   | Thank You Allah - Објављено: November 1, 2009 - Издао: Awakening Records - Формат: CD | - 8x Platinum, Warner Music Malaysia - 2x Platinum, Sony Music Indonesia |
| 2012   | Forgive Me - Објављено: April 2, 2012 - Издао: Awakening Records - Формат: CD         |                                                                          |

## Видеографија
- 2009: "Palestine Will Be Free" (Палестина ће бити слободна)
- 2010: "Insha Allah" (Ако да Бог)
- 2010: "The Chosen One" (Изабрани)
- 2011: "Freedom" (Слобода)
- 2011: "Ya Nabi Salam Alayka" (Пророче, мир с тобом)
- 2011: "For the Rest of My Life" (До краја мог живота)
- 2012: "Number One For Me" (Првенствени)
- 2012: "So Soon" (Тако брзо)
- 2013: "Love Will Prevail" (Љубав ће превагнути)
- 2013: "Ramadan" (Рамазан)

Гостовања
- 2011: "I Believe" (Верујем) (Irfan Makki feat. Maher Zain) (у албуму "I Believe")
- 2011: "Never Forget" (Никада не заборави) (Mesut Kurtis feat. Maher Zain) (у албуму "Beloved")